# Psyllium
Psyllium  o teteum es el nombre común utilizado para varios miembros del género Plantago, como Plantago psyllium  cuyas semillas son  utilizadas comercialmente para la producción de mucílago.
Las plantas de las cuales se extrae (Plantago, en concreto Plantago ovata), toleran climas secos y fríos y son principalmente cultivadas en el norte de la India.

## Usos
El psyllium es principalmente utilizado como fibra dietética, para aliviar síntomas de estreñimiento y diarrea suave y ocasionalmente como espesante alimentario.
Las investigaciones han evidenciado disminuir los niveles de colesterol de la sangre en personas con colesterol elevado, y bajar los niveles de glucemia en personas con diabetes tipo 2.